# Jaromír Kverka
Jaromír Kverka (* 11. listopadu 1971 Praha, Československo) je bývalý hokejový útočník a současný trenér a funkcionář.

## Hráčská kariéra
Jaromír Kverka pocházel z hokejové rodiny. Jeho dědeček byl brankářem I. ČLTK Praha a LTC 27. Také jeho otec hrál hokej, i když na nižší úrovni. Sám Kverka začal svou hokejovou kariéru v týmu HC Konstruktiva Praha.

### HC Sparta Praha
Do elitní soutěže se dostal v barvách HC Sparta Praha, kde odehrál celkem sedm sezón. Dvakrát, v letech 1990 a 1993, se stal mistrem ligy. Poprvé to bylo hned v jeho premiérové sezóně, kde dostal v play off příležitost v jedné útočné trojici mezi veterány Tlačilem a Musilem, podruhé už byl navzdory zdravotním problémům v základní části, oporou svého týmu a v play off pravidelně bodoval.
Z angažmá ve Spartě absolvoval dvě odbočky, na osm měsíců do Japonska a do Dukly Jihlava, kde dal ve 40 zápasech 13 gólů a řekl si o pozvánku do reprezentace. Z jihlavského působení si přinesl mnoho zkušeností od Libora Dolany a Petra Vlka.
Se Spartou se rozloučil po skvělém play off 1998, kde si připsal v jedenácti zápasech jedenáct bodů a získal extraligový bronz.

### HC Becherovka Karlovy Vary
V sezóně 1997/98 přestoupil Kverka ze Sparty do týmu HC Becherovka Karlovy Vary, kde strávil šest sezón. V Karlových Varech tvořil legendární formaci Janků – Kverka – Rousek, která v sezóně 1998/99 získala 105 kanadských bodů. Za celou dobu jeho působení se přesto Kverkovi nepodařilo s Karlovými Vary postoupit do play off.

### Konec kariéry
V sezóně 2003/04 měl původně hostovat z Karlových Varů ve Znojmě, ale nakonec zamířil znovu do zahraničí. Tam strávil poslední dvě sezóny aktivní kariéry. Odehrál je v týmech Blue Lions Leipzig v německé čtvrté lize, Basingstoke Bison v anglické lize a v týmu Asplöven, kde ve švédské divizi 1 (třetí nejvyšší soutěž) ukončil v roce 2004 aktivní kariéru.

### Reprezentace
Jaromír Kverka se zúčastnil mistrovství Evropy juniorů 1989, kde po boku Jaromíra Jágra nebo Roberta Reichela vybojoval stříbrnou medaili. V rámci turnaje odehrál šest zápasů, ve kterých nasbíral devět kanadských bodů. Na Mistrovství světa juniorů v ledním hokeji v roce 1991 získal bronzovou medaili.
Za reprezentaci České republiky odehrál pod trenérem Luďkem Bukačem celkem tři zápasy, všechny proti Německu, kterému vstřelil tři góly.

## Trenérská kariéra
Hned po skončení kariéry začal pro Karlovy Vary vyhledávat talenty a také se začal věnovat trenérské profesi. Už v roce 2010 byl asistentem trenéra juniorky Karla Mlejnka.
K A-týmu HC Energie Karlovy Vary se dostal poprvé v říjnu 2009, kdy byl odvolán trenér Josef Paleček a Kverka byl součástí dočasného trenérského týmu, který vedl mužstvo do jmenování nového kouče.
V listopadu 2012 odvolala Energie tehdejší trenéry Vladimíra Kýhose a Martina Pešouta kvůli špatným výsledkům, dočasně byli nahrazeni Karlem Mlejnkem a Jaromírem Kverkou. Během několika dnů pak byl hlavním trenérem jmenován Richard Žemlička a Kverka zůstal jeho asistentem.
Jaromír Kverka byl pro příští sezónu v roli asistenta nahrazen Mlejnkem, sám převzal juniorský tým HC Energie Karlovy Vary, který hrál svou druhou sezónu v mezinárodní MHL.
V září 2013 byl ale Žemlička od A-týmu odvolán, Mlejnek se stal hlavním trenérem a Kverka se vrátil jako jako jeho asistent. Tuto funkci plní i v sezóně 2014/15.
Po skončení extraligové sezony 2014/2015 se stal sportovním manažerem HC Energie.

## Soukromý život
Je ženatý, má dva syny, z nichž starší Jaromír se znovu věnuje hokeji. Ve volném čase relaxuje u golfu.